# Championnat de Finlande de football 1945
Navigation
Saison précédente Saison suivante
La saison 1945 du Championnat de Finlande de football était la 15e édition du championnat de première division en Finlande. La compétition change complètement de format : les 12 meilleurs clubs du pays sont répartis en 2 poules de 6 équipes qui s'affrontent une fois, les 2 clubs terminant à la première place disputent la finale du championnat fédéral. De plus, les 2 derniers de chaque poule sont relégués en D2. Le vainqueur de cette finale dispute ensuite le Championnat de Finlande, sous la forme d'une coupe à élimination directe, face aux meilleurs clubs « ouvriers ».
C'est le VPS Vaasa, club ouvrier, qui remporte la compétition. C'est le tout premier titre de champion de Finlande de l'histoire du club.

## Les 12 clubs participants
- HIFK
- VPS Vaasa
- Sudet Helsinki[1]
- TPS Turku
- HJK Helsinki
- VIFK Vaasa
- KPT Kuopio
- KIF Helsinki
- Drott Pietarsaari - Promu de D2
- Haka Valkeakoski - Promu de D2
- HPS Helsinki - Promu de D2
- VPV Vaasa - Promu de D2

## Compétition

### Championnat de la Fédération
Le barème de points servant à établir le classement se décompose ainsi :
- Victoire : 2 points
- Match nul : 1 point
- Défaite : 0 point

#### Groupe A
| Rang | Équipe              | Pts | J | G | N | P | Bp | Bc | Diff |
| ---- | ------------------- | --- | - | - | - | - | -- | -- | ---- |
| 1    | TPS Turku           | 8   | 5 | 4 | 0 | 1 | 14 | 5  | +9   |
| 2    | Sudet Helsinki      | 7   | 5 | 3 | 1 | 1 | 8  | 5  | +3   |
| 3    | VPS Vaasa           | 6   | 5 | 3 | 0 | 2 | 6  | 5  | +1   |
| 4    | Drott Pietarsaari P | 5   | 5 | 2 | 1 | 2 | 11 | 14 | -3   |
| 5    | HIFK                | 4   | 5 | 1 | 2 | 2 | 11 | 8  | +3   |
| 6    | VPV Vaasa P         | 0   | 5 | 0 | 0 | 5 | 4  | 17 | -13  |

|  | Participation à la finale           |
|  | T : Tenant du titre P : Promu de D2 |

#### Groupe B
| Rang | Équipe             | Pts | J | G | N | P | Bp | Bc | Diff |
| ---- | ------------------ | --- | - | - | - | - | -- | -- | ---- |
| 1    | VIFK Vaasa T       | 8   | 5 | 4 | 0 | 1 | 14 | 4  | +10  |
| 2    | KPT Kuopio         | 5   | 5 | 1 | 3 | 1 | 12 | 8  | +4   |
| 3    | HPS Helsinki P     | 5   | 5 | 2 | 1 | 2 | 5  | 5  | 0    |
| 4    | KIF Helsinki       | 5   | 5 | 2 | 1 | 2 | 9  | 10 | -1   |
| 5    | HJK Helsinki       | 5   | 5 | 2 | 1 | 2 | 11 | 13 | -2   |
| 6    | Haka Valkeakoski P | 2   | 5 | 1 | 0 | 4 | 4  | 15 | -11  |

|  | Participation à la finale           |
|  | T : Tenant du titre P : Promu de D2 |

#### Finale
|  | TPS Turku | 2 - 1 a.p. | VIFK Vaasa |  |  |
|  |           |            |            |  |  |

### Championnat de Finlande
|  | Demi-finales | Demi-finales |              |   | Finale | Finale |
|  | Demi-finales | Demi-finales |              |   | Finale | Finale |
|  |              |              |              |   |        |        |
|  |              |              |              |   |        |        |
|  |              |              |              |   |        |        |
|  | HPS Helsinki | 5            |              |   |        |        |
|  | HPS Helsinki | 5            |              |   |        |        |
|  | HJK Helsinki | 2            |              |   |        |        |
|  | HJK Helsinki | 2            | HPS Helsinki | 0 |        |        |
|  |              |              | HPS Helsinki | 0 |        |        |
|  |              | VPS Vaasa    | 2            |   |        |        |
|  | TPS Turku    | VPS Vaasa    | 2            | 4 |        |        |
|  | TPS Turku    |              |              | 4 |        |        |
|  | VPS Vaasa    | 5            |              |   |        |        |
|  | VPS Vaasa    | 5            |              |   |        |        |

## Bilan de la saison
| Championnat de Finlande de football 1945 |                        |
| Champion                                 | VPS Vaasa (1er titre)  |
| Promotions et relégations                |                        |
| Promus en Mestaruussarja                 | Aucun club promu de D2 |
| Relégués en Ykkönen                      | HJK Helsinki           |
| Relégués en Ykkönen                      | Haka Valkeakoski       |
| Relégués en Ykkönen                      | HIFK                   |
| Relégués en Ykkönen                      | VPV Vaasa              |